# Ponte Alta do Tocantins
Ponte Alta do Tocantins is een gemeente in de Braziliaanse deelstaat Tocantins. De gemeente telt 6.818 inwoners (schatting 2009).
De gemeente grenst aan Pindorama do Tocantins, Mateiros, Monte do Carmo, Santa Tereza do Tocantins en Lagoa do Tocantins.